# Saulnières, Eure-et-Loir

Saulnières este o comună în departamentul Eure-et-Loir, Franța. În 1 ianuarie 2022 avea o populație de 772 de locuitori.